# Fernando de Mendoza y Mate de Luna
Fernando de Mendoza y Mate de Luna (né en 1620 à Cadix et décédé en 1692 à Santiago, capitainerie générale du Chili) est un officier militaire espagnol de la fin du XVIIe siècle. Il fut gouverneur et capitaine général de l'île Margarita jusqu'en 1654, puis gouverneur de Tucumán entre 1681 et 1686. C'est à ce titre qu'il a fondé, le 5 juillet 1683, la ville argentine actuelle de San Fernando del Valle de Catamarca. En outre, en 1685, il réalisa le transfert de la ville de San Miguel de Tucumán d'Ibatín à son emplacement actuel. Il a ensuite été maire de Santiago du Chili jusqu'à sa mort en 1692.